# És mi van Tomival?
Az És mi van Tomival? 2024-ben bemutatott magyar filmdráma, amelyet Till Attila rendezett. A főbb szerepekben Thuróczy Szabolcs, Polgár Tamás, Sodró Eliza, Balsai Móni, Fodor Annamária, Tóth Zsófia, Patkós Márton és Básti Juli láthatóak. Magyarországon 2024. október 31-én mutatták be a mozikban.
A filmet a mai Magyarország látleletének, kordokumentumnak és vitaalapnak szánják a készítői, amellyel betekintést kívánnak engedni az alkoholbetegek életébe, és az alkohol által átitatott világuk mindennapi kihívásaiba. Az Oscar-díjas Saul fia producereinek gyártásában, magánfinanszírozásból készült.

## Cselekmény
Sanyi (Thuróczy Szabolcs) bábművész, míg Pali (Polgár Tamás) liftszerelő; mindketten alkoholbetegek. A haverjuk az ugyancsak alkoholbeteg Tomi, aki egyszer csak eltűnik, és az Anonim Alkoholisták több gyűlését is kihagyja. Sanyi és Pali együtt igyekeznek megtalálni felszívódott haverjukat.
Próbálnak józanok maradni, ami nem könnyű egy olyan országban, ahol az alkoholfogyasztásra sokan úgy tekintenek, mintha az normális és legitim tevékenység lenne. Sanyit öt éve az alkoholfüggősége miatt elhagyta felesége, aki magával vitte a közös lányukat is; azóta új életet kezdett, és már nem iszik alkoholt. Pali viszont nehezebben kezeli a függőségét, neki elég egy kis lökés, hogy újra igyon. Tomi viszont valószínűleg még ennél is kevesebb önuralmat képes gyakorolni. Sanyi és Pali Budapest utcáin versenyt futva az idővel igyekeznek megtalálni Tomit, hogy megmentsék az életét.

## Szereplők
| Szereplő | Színész           |
| -------- | ----------------- |
| Sanyi    | Thuróczy Szabolcs |
| Pali     | Polgár Tamás      |
| Dóri     | Sodró Eliza       |
| Juli     | Fodor Annamária   |
| Saci     | Tóth Zsófia       |
| Tomi     | Patkós Márton     |
| Kornélia | Básti Juli        |

### További szereplők
- Baki Dániel
- Cserhalmi György
- Ecsedi Erzsébet
- Bocskay István
- Kozma Károly
- Mátyássy Péter
- Lendvai Nagy Dániel
- Szilágyi Csenge
- Tzafetás Benjámin
- Ujlaki Dénes
- Vizi Dávid

## Nézettség, bevétel
A nézettségi adatok szerint 27 270 jegyet adtak el rá, és ezzel az eredménnyel mintegy 61 324 360 Ft bevételt termelt a jegypénztáraknál.